# 김주현 (미술가)
김주현(金株賢, Joohyun Kim, 1965년~)은 대한민국의 조각가이다. 1987년 서울대학교 조소과를 졸업하였으며, 1991년 독일 브라운슈바이크대학교(en:Hochschule für Bildende Künste Braunschweig) 조각과 졸업하였다.

## 전시

### 개인전
- 2011 갤러리 시몬[2]
- 2010 공간화랑[3][4]
- 2009 갤러리 팩토리
- 2007 KT 아트 홀 <생명의 다리>-2
- 2007 테이크아웃 드로잉 <생명의 다리>-1
- 2005 김종영미술관 <오늘의 작가전>
- 2004 갤러리 피쉬
- 2003 백해영 갤러리
- 2001 Project Space 사루비아
- 1998 금산갤러리
- 1998 정림빌딩
- 1997 조성희 화랑
- 1993 토 아트 스페이스

### 단체전
- 2010 '이형', 스페이스 공명, 서울
- 2009 '다빈치의 꿈 : Art & Techne'전, 제주도립미술관, 제주
- 2009 청주국제공예비엔날레, 예술의 전당, 청주
- 2009 차갑고 둥글고 고요한 세계, 사비나 미술관, 서울
- 2009 여미지 식물원 아트 프로젝트, 여미지 식물원, 제주
- 2009 '슈퍼 하이웨이 첫휴게소'전, 백남준아트센터
- 2008 경기도미술관 신소장품전, 경기도미술관
- 2007 Beyond Art 전, 대전시립미술관
- 2006 Art Canal 전, 비엘, 스위스/ 대전
- 2006 거북이 꼬리전 (치우금속미술관)
- 2006 한국미술100년전 (국립현대미술관)
- 2005 ‘울림“전 (서울시립미술관 남관)
- 2005 '시간을 넘어선 울림: 전통과 현대'전 (이화여자대학교 박물관)
- 2004 시공의 공명전 (해인사 성보박물관)
- 2002 그리드를 넘어서 (부산시립미술관)
- 2000 젊은 모색전, 국립현대미술관
- 1999 산수풍경, 아트선재미술관, 경주 / 아트선재센터, 서울
- 1999 一畵전 ( 토탈미술관 )
- 1998 Korean Contemporary Art (Cerrillos Cultural Center, New Mexico/ University of Wyoming Fine Arts Museum , USA)
- 1997 오늘의 한국 조각 `98 ;물질과 작가의 흔적 (모란갤러리)
- 1996 작은 조각 트리엔날레, 워커힐 미술관
- 1992 Klasse Prager 순회전, 헤르네, 브라운슈바이크, 독일
- 1991-1992 로고스와 파토스, 관훈갤러리